# Amalie Sieveking

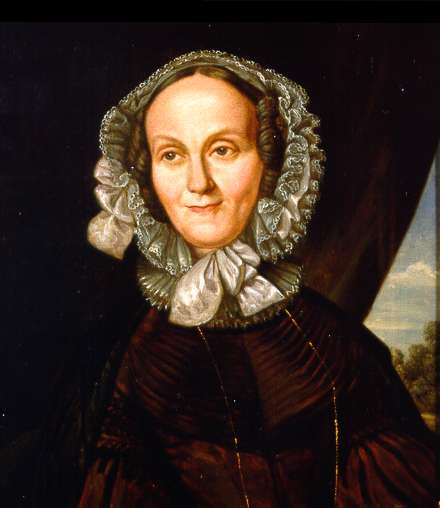
Amalie Sieveking, Gemälde (1841) von Hans Heinrich Porth

Amalie Wilhelmine Sieveking (* 25. Juli 1794 in Hamburg; † 1. April 1859 ebenda) war eine Philanthropin und Mitbegründerin der organisierten Diakonie in Deutschland. Mit dem von ihr gegründeten Weiblichen Verein für Armen- und Krankenpflege, ihren Initiativen zur Arbeitsbeschaffung und Berufsausbildung für Arme und Aktionen für den Bau von Wohnungen und Krankenhäusern gilt sie als eine Vorreiterin der modernen Sozialarbeit in Deutschland. Außerdem verfasste sie Schriften zur Sozialarbeit sowie theologische Abhandlungen.

## Leben und Werk

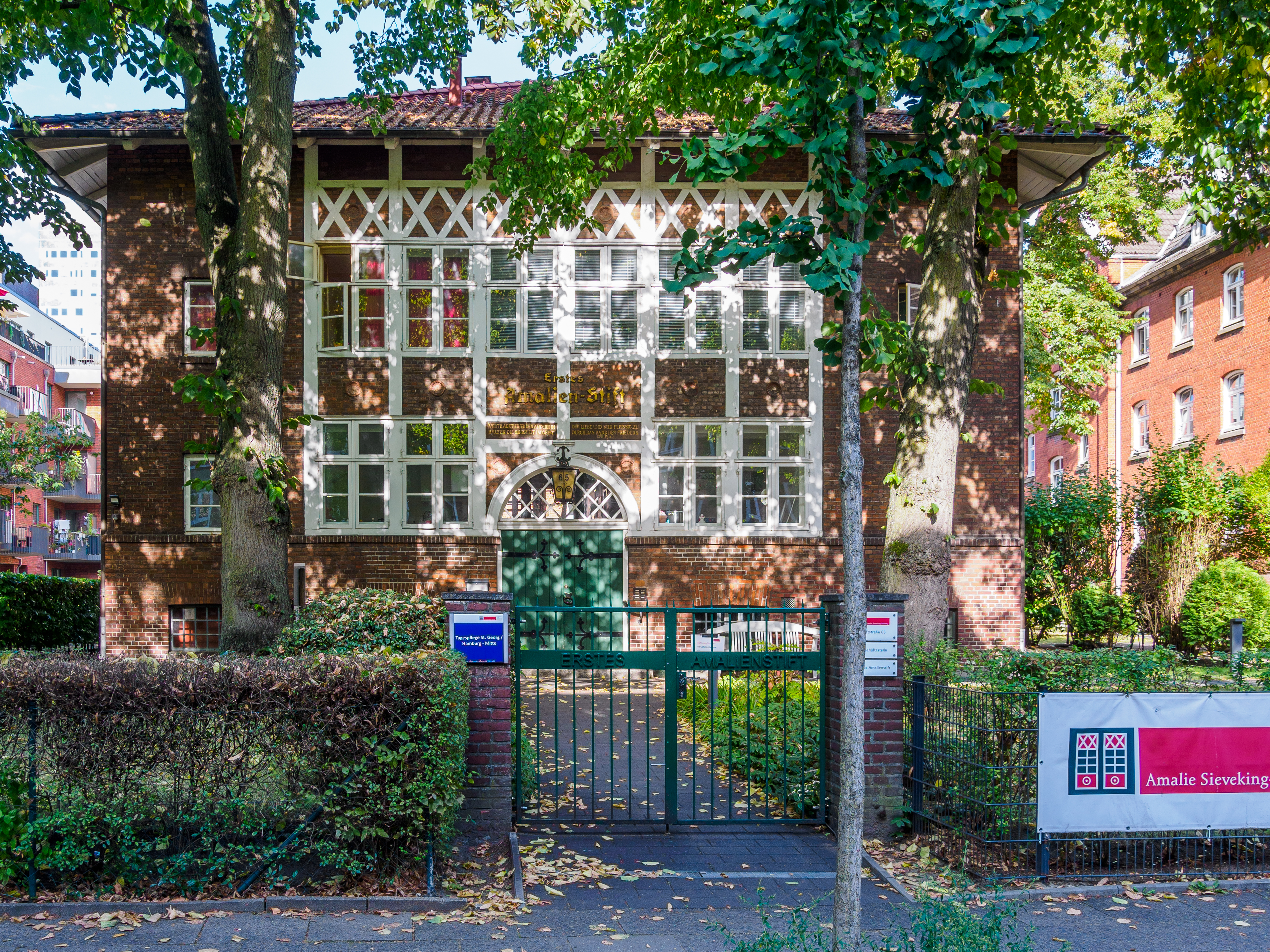
Erstes Amalienstift in der Stiftstraße 65 in St. Georg.

Die Tochter des Hamburger Senators Heinrich Christian Sieveking († 1809) und seiner Ehefrau Caroline Louise geb. Volkmann († 1799) wurde in den feinen Künsten, Haushaltsführung, Musik, Kunst und Literatur erzogen. Nach dem Tod ihres Vaters stand Amalie Sieveking ohne Geld und Ausbildung da und kam zu einem Fräulein Dimpfel, von der sie die biblischen Geschichten kennen lernte. Nach ihrer Konfirmation kam sie bei einer reichen Verwandten, der Witwe Brunnemann unter, deren kranken Sohn sie pflegte und erzog und den sie später an Kindes statt annahm. Anschließend kümmerte sie sich um die Erziehung ihrer Nichten. Sie gründete eine Schule für junge Mädchen und unterrichtete jeden Sonntag Mädchen in Armenhäusern.
Amalie Sieveking wurde von Johannes Evangelista Goßner (1773–1858) und von Karl Freiherr vom und zum Stein (1757–1831) in ihren theologischen Ansichten beeinflusst und verfasste darüber in den Jahren 1822 und 1826 ihre „Betrachtungen über einzelne Abschnitte der Heiligen Schrift.“
Als 1831 in Hamburg die Cholera ausbrach, arbeitete Sieveking freiwillig in den Armenhäusern als Krankenpflegerin. Gleichzeitig rief sie die anderen Frauen von Stand auf, sich ihr anzuschließen. Bald wurde ihr die Aufsicht über das Pflegepersonal übertragen. Mit anderen bürgerlichen Frauen gründete sie den Weiblichen Verein für Armen- und Krankenpflege, in dessen Rahmen sie vor allem Hilfe zur Selbsthilfe betrieb. Beispielsweise ließ sie Kinderwagen anfertigen und beauftragte arbeitslose Männer, die Kleinkinder von Arbeiterinnen auszufahren.

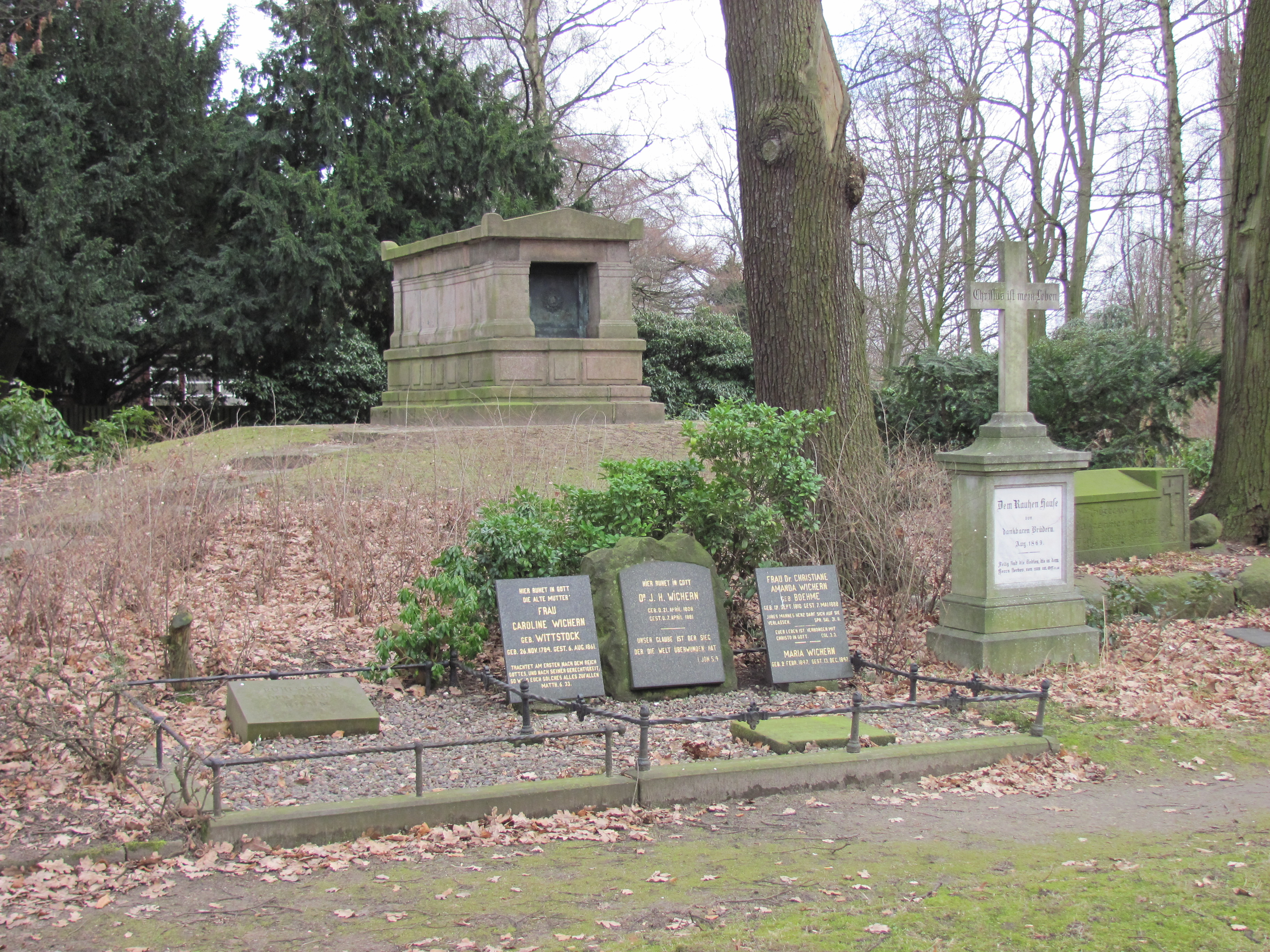
Sieveking-Mausoleum auf dem Alten Hammer Friedhof. Im Vordergrund u. a. das Grab von Johann Hinrich Wichern.

Amalie Sieveking wurde auf dem heute unter Denkmalschutz stehenden Alten Hammer Friedhof an der Dreifaltigkeitskirche in Hamburg-Hamm beigesetzt. Sie ruht in dem von ihrem Cousin Karl Sieveking erbauten und von dem Architekten Alexis de Chateauneuf entworfenem Mausoleum, der Beisetzungstätte der Familien Sieveking und Chapeaurouge.

## Schriften
- 1822–1826 – Betrachtungen über einzelne Abschnitte der Heiligen Schrift
- 1833–1858 – Berichte über die Leistungen des weiblichen Vereins für Armen- und Krankenpflege, den Freunden und Beförderern dieser Institution hochachtungsvoll gewidmet, 26 Berichte
- 1837 – Bericht über die Leistungen des weiblichen Vereins für Armen- und Krankenpflege
- 1848 – Zweites Sendschreiben der Vorsteherin des weiblichen Vereins für Armen- und Krankenpflege, auch für die arbeitenden Klassen in weiteren Kreisen bestimmt, als ein Beitrag zur Beleuchtung der Arbeitsfrage, des Communismus usw.
- 1850 – Aufruf an die christlichen Frauen und Jungfrauen Deutschlands
- 1854 – Arbeit der Frauen in den Vereinen für Armen- und Krankenpflege. Ein Briefwechsel zweier Freundinnen, eingeführt von Amalie Sieveking
- 1854 – Sendschreiben der Vorsteherin des weiblichen Vereins für Armen- und Krankenpflege an ihre Freunde unter den Armen
- 1855 – Unterhaltungen über einzelne Abschnitte der Heiligen Schrift
- 1856 – Vermächtnis für meine jungen Freundinnen

## Gedenktag
- 1. April im Evangelischen Namenkalender.[5]

## Ehrungen

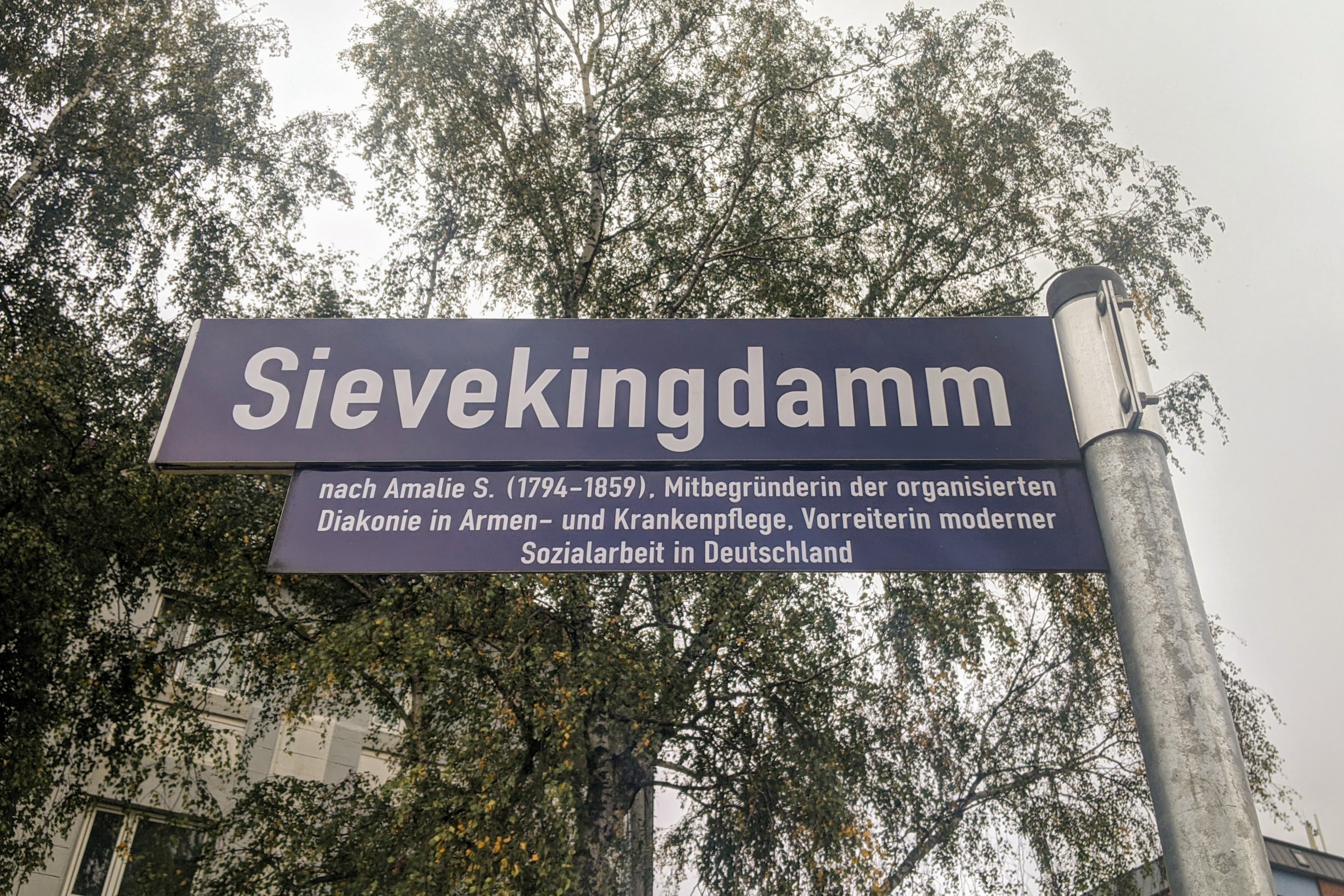
Sievekingdamm mit neuer Widmung (2020)

Nach ihr wurde das Amalie-Sieveking-Krankenhaus in Hamburg-Volksdorf benannt. Es gehört heute zum Albertinen-Diakoniewerk. In der Nähe befindet sich auch der Amalie-Sieveking-Weg (benannt 1957). 2020 wurde zudem der Sievekingdamm in Hamburg-Hamm, der seit 1945 nach ihrem Vetter Karl Sieveking benannt war, zu ihren Gunsten umgewidmet.
Auch das Amalie-Sieveking-Haus im sächsischen Radebeul ehrt ihren Namen. Dort befindet sich neben einem Seniorenheim auch der Sitz der sächsischen Diakonie.
Unter anderem wurde im Evangelischen Johanneswerk ein Seniorenheim in Gelsenkirchen nach ihr benannt: Amalie-Sieveking-Haus.
Auch in Berlin gab es ein nach ihr benanntes Haus, das Amalienhaus. Es war 1871 von der Berliner Domgemeinde als „Mägdeherberge“ in Schöneberg eingerichtet worden und zog 1885 nach Charlottenburg in die Motzstraße 11.